# 上海金融学院
上海金融学院是一所曾经存在的、位于中国上海市的、一所以培养金融与经济管理人才为主的应用型本科院校。学校前身是始建于1952年的中国人民银行上海市银行学校。1987年升格为上海金融高等专科学校。2000年，学校由直属中国人民银行总行管理转为上海市人民政府与中国人民银行共建、以上海市政府管理为主。2003年9月升格为本科院校，更名为上海金融学院。2016年4月，上海金融學院和上海立信会计学院兩校合併，共同成立上海立信会计金融学院。

## 学校概况
学校现有两个校区，主校区位于浦东新区上川路995号，占地面积45万平方米，建筑面积25万平方米。学校现有25个本科专业和4个专科专业，涵盖经济学、法学、文学、理学、工学、管理学、艺术学等七个学科门类，形成了以金融学科专业为核心、经济管理类学科专业为重点、多学科协调发展的学科专业布局。
学校设有国际金融学院、国际经贸学院、会计学院、保险学院、财税与公共管理学院、工商管理学院、信息管理学院、应用数学系、外语系、法律系、人文艺术系、社会科学教学部、体育教学部等13个教学单位和中丹学院、国际交流学院、创新创业学院、继续教育学院等4个专门学院。学校还设有国际金融研究院、上海科技金融研究院、国购（自贸区金融）研究院、高等教育研究所等多个科研机构。
学校秉承“学科兴校、质量立校、人才强校、文化弘校”办学思路，根据社会需求与学校特点，实施“行业性、国际化、信息化、精致化”的发展战略。坚持“立诚明德，经世致用”的校训，注重探索“应用型、复合型、创新型、国际化”的卓越金融人才培养模式，着力培养具有现代金融知识与投资理财能力，兼有数学统计、信息技术、外语应用与人文素质的复合交叉型金融与经济管理人才。
学校以区位优势、行业优势和办学质量吸引优秀生源，面向全国27个省（自治区、直辖市）和港澳台地区招生，同时招收外国留学生。目前，学校有全日制本专科在校生8000多人，留学生600多人，成人教育本专科学生3000多人，学校还积极为银行、保险、投资等各类金融与经济管理机构提供各类高端培训。学校毕业生受到社会的广泛欢迎，近年来本专科毕业生平均就业率达到97％以上，其中中外合作项目的毕业生就业率接近100％。学校文体活动丰富，击剑体育特色项目久负盛名，是上海市击剑专业运动队体教结合改革试点学校。

## 院系情况

### 国际金融学院
上海金融学院国际金融学院是在国际金融保险学院的基础上成立的，其前身是金融系和保险系，距今已有62年的历史。金融、国际金融均为全国最早创设的专业之一，1994年国际金融专业被命名为“中国人民银行总行重点专业”、2001年国际金融专业被命名为“教育部教改师范专业”、2005年成为“上海金融保险教育高地重点建设单位”；金融学专业2008年成为“国家级特色专业”、“上海市教育高地”，2012年成为“上海市综合改革试点专业”；金融学科2008年成为“上海市教委重点学科（第五期）建设学科”，应用经济学2012年成为“上海市高校一流学科培育学科”。
目前，学院下设金融系、国际金融系、金融理财系、信用管理系和金融工程系，设有金融学（下设国际金融、金融理财、合规与反洗钱专业方向）。同时设有金融服务研究所、物理金融经济研究所、房地产金融研究所、合规与反洗钱研究所4个科研机构。
学院师资力量雄厚，现有教职员工62人，专任教师45人，其中教授7人、副教授21人，博士30人。教师队伍中绝大部分拥有海外留学背景和金融行业从业经历。其中，国际金融教学团队和金融理财实验教学团队被评为“上海市优秀教学团队”。近年来，学院教师及学科团队承担国家级课题10余项、省市部委级课题20余项、横向课题80余项；发表论文近500篇，其中核心期刊200余篇；出版教材30余本；并出版国际金融建设蓝皮书系列4本、和谐金融系列丛书4本、国际金融中心建设系列丛书5本、大师译丛7本、《博士金融学丛》10本等多种系列的专著；《金融概论》、《金融学》、《国际结算》、《商业银行经营管理》等多门课程成为国家级、上海市级精品课程、双语示范课程或重点课程；多次荣获“上海市教学成果奖”。
学院以行业为依托，以国际化为导向，以实践为载体，围绕“四个中心”尤其是国际金融中心建设需要，培养应用型、复合型、创新型、国际化人才。在教育理念上，秉承以学生为本，始终坚持“一切为了学生，为了一切学生，为了学生的一切”，精心开展教育，力求学生全面发展。现有在读学生规模近2000人，开办有金融保险教育高地实验班、卓越班等，在金融人才培养过程中注重因材施教。同时加强与行业的密切合作，成立信达投资顾问班，实施双导师制，即同时配备专业导师和行业导师，不断推进校企合作，致力于培养应用型金融人才。

### 国际经贸学院
国际经贸学院成立于2007年，是上海金融学院最早组建的二级学院之一，下设经济系、国际贸易系、国际商务系和经济发展研究所、国际经贸研究所，含经济学、经济学（国际经济学方向）、国际经济与贸易、国际商务四个本科专业（方向）。2005年立项上海市教委第一批外贸经济本科教育高地建设项目。

### 应用数学系
应用数学系成立于2005年6月。具有比较雄厚的师资力量，拥有一支和谐的教学团队，现有教师26人，其中正教授2人、副教授8人，具有博士学位的教师17人，硕士生导师2人。现有数学与应用数学（授予理学学士学位）和金融数学（授予经济学学士学位）两个专业，下设公共基础教研室和专业教研室。研究方向包括金融计算、金融时间序列、金融优化、行为金融、金融衍生品定价、金融风险管理以及数值代数、控制与优化、偏微分方程等。

### 会计学院
会计学院前身是会计系，学院拥有3个专业（含5个专业方向）即：会计学专业财务会计专业方向、会计学专业金融会计专业方向、会计学专业国际会计专业方向、财务管理专业、审计学专业注册会计师专业方向，学生1100余人。2007年建院以来，学院在贯彻学校办学理念的同时，结合当前国内外会计发展动态和我院会计教育的实际情况，按照学校（一性三化）“行业性（金融行业性）、国际化、信息化、精致化”的发展战略和（三型一化）“应用型、复合型、创新型、国际化”的人才培养模式，确立了把会计学科共同发展基础上的错位竞争聚焦到金融行业和会计应用技能相结合的方向上来，作为会计学科发展的内涵，体现金融行业性和会计应用型相结合的特色，更好地为地方经济（特别是浦东金融中心建设）服务。

### 保险学院
目标定位：以行业为依托，以国际化为导向，以实践为载体，围绕“四个中心”尤其是国际金融中心建设需要，培养应用型、复合型、创新型、国际化人才。
教育理念：以学生为本，秉承“一切为了学生，为了一切学生，为了学生的一切”的理念，精心开展教育，注重学生全面发展。

### 财税与公共管理学院
财税与公共管理学院下设财政系、税务系、行政管理系、统计系四个系和两个研究所，即城市财政与公共管理研究所、金融统计研究所，设有财政学、税务、行政管理、统计学四个本科专业和五个专业方向，拥有专属教学实验室。
学院在人才培养模式上强调理论与实践的结合，知识与经验的结合，高校与行业单位的结合；注重塑造学生的道德品质，培养学生的综合素质，提高学生的社会适应能力，同时注重学生的创业教育与国际交流能力。毕业生综合素质高，敬业精神强，受到社会广泛欢迎，就业率和就业质量均保持较高水准。

### 信息管理学院
学院建设有信息管理与信息系统（金融信息管理方向）、计算机科学与技术（金融信息技术方向）和电子商务三个本科专业。
学院注重金融与信息相融合的科学研究与行业服务。建设有院所合一的金融信息技术研究所，财政部与上海市共同资助的金融信息创新团队，形成了金融数据分析与金融模型计算两个研究方向，承担省部级及行业各类课题几十项，建设有管理科学与工程的校级重点学科，以及中央财政与上海市共同支持的金融信息实验室，形成了一批特色产品。

### 外语系
外语系成立于2005年6月29日，由原基础部外语教研室和国贸系商务英语教研室合并组建。
外语系秉承“开放、包容、和谐、进取”的理念，求真务实，团结奋进，重视基础教学，着力培养学生语言综合应用能力及文化素养。大学英语四、六级考试通过率一直名列前茅；英语专业四、八级考试取得优异成绩；每年参加全国英语大赛并获奖。重视团队建设，派出30余名教师赴美国、加拿大、英国、丹麦、澳大利亚等国访学、培训和交流，多次获得“教学标兵”、“教学优质奖”、“我心目中的好老师”等荣誉称号。获得国家社科、市教委等纵、横向课题、重点课程建设多项；出版专著、教材多部；在核心等重要期刊发表学术论文的数量每年递增。

### 政法学院
政法学院是上海金融学院2009年成立的一个二级学院，下设社会科学教学部和法律学系，负责全校马克思主义理论、法学等人文社会科学学科教学科研和金融法专业学生培养工作。

### 人文艺术系
人文艺术系为上海金融学院2003年成立的特色院系，下设广告设计与制作和艺术设计两个专科专业（教研室）、中文教研室以及“创意空间”艺术设计研究室，师资队伍、课程设置和专业建设日趋成熟。旨在培养学生德、智、体、美全面发展，以视觉传达设计为基础，了解设计史论、广告与传播学以及市场营销等专业理论知识，熟练掌握图形创意、广告与海报设计、包装设计、企业形象设计、综合媒介艺术、多媒体动漫设计等基本技能，能在新闻媒体、广告公司、艺术机构和企事业单位从事设计工作的应用、复合、创新型人才。

### 中丹学院
中丹学院是基于我校中丹合作办学项目管理的专门学院，其主要职能是负责中丹合作办学的具体运作、教学管理和学生管理工作。
上海金融学院中丹合作办学项目是2000年经上海市教委批准设立的一家中外合作办学项目，由上海金融学院和丹麦尼尔斯布鲁克哥本哈根商学院联合举办。